# Rhododendron charitostreptum
Rhododendron charitostreptum är en ljungväxtart som beskrevs av I. B. Balf. och Ward. Rhododendron charitostreptum ingår i släktet rododendron, och familjen ljungväxter. Inga underarter finns listade i Catalogue of Life.